# Thecla esmeralda
Thecla esmeralda är en fjärilsart som beskrevs av Jones 1912. Thecla esmeralda ingår i släktet Thecla och familjen juvelvingar. Inga underarter finns listade i Catalogue of Life.